# (74483) 1999 CD94
(74483) 1999 CD94 – planetoida z pasa głównego asteroid okrążająca Słońce w ciągu 4,71 lat w średniej odległości 2,81 j.a. Została odkryta 10 lutego 1999 roku.